# St. Maria (Dalena)

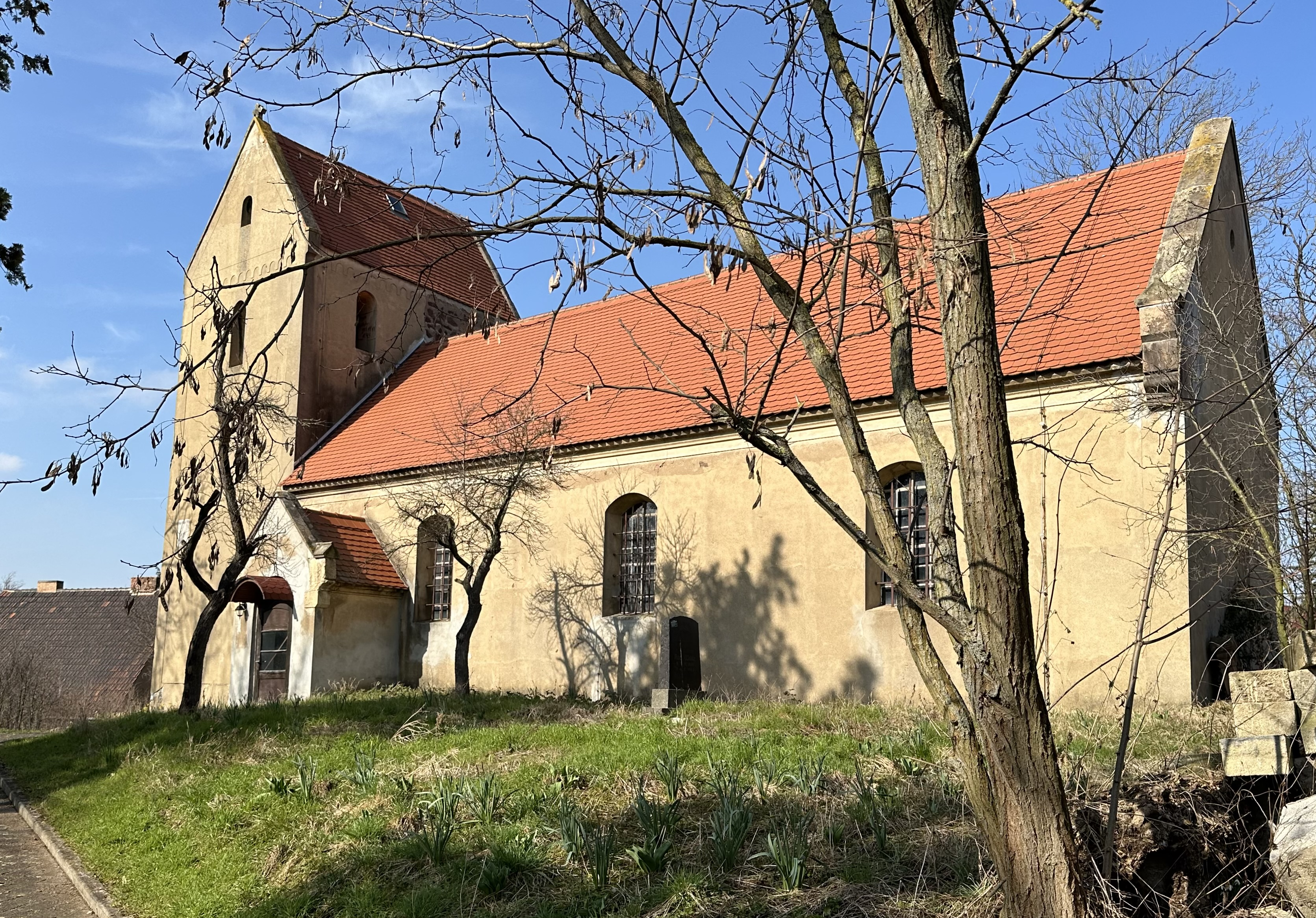
St. Maria in Dalena, 2024

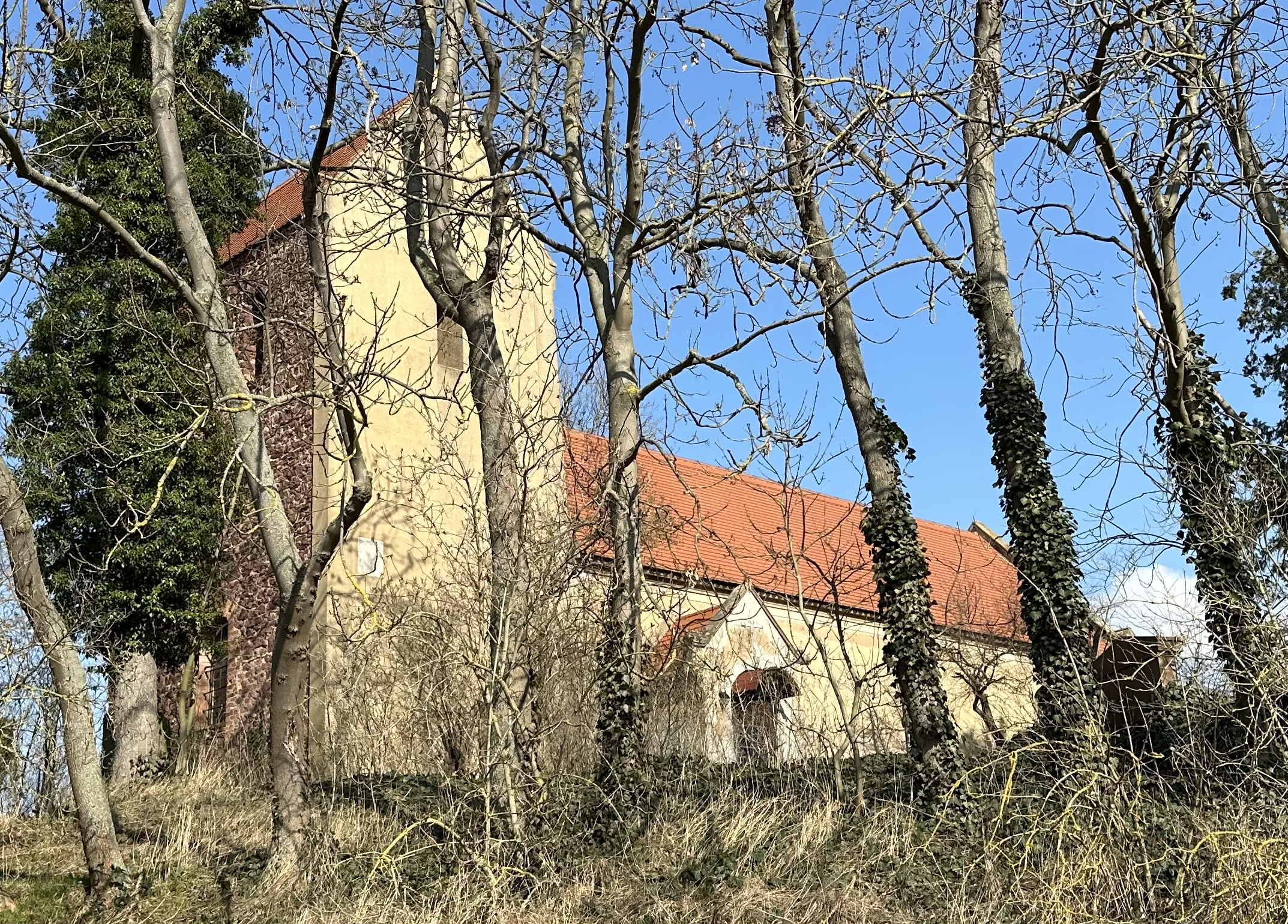
Blick von Südwesten

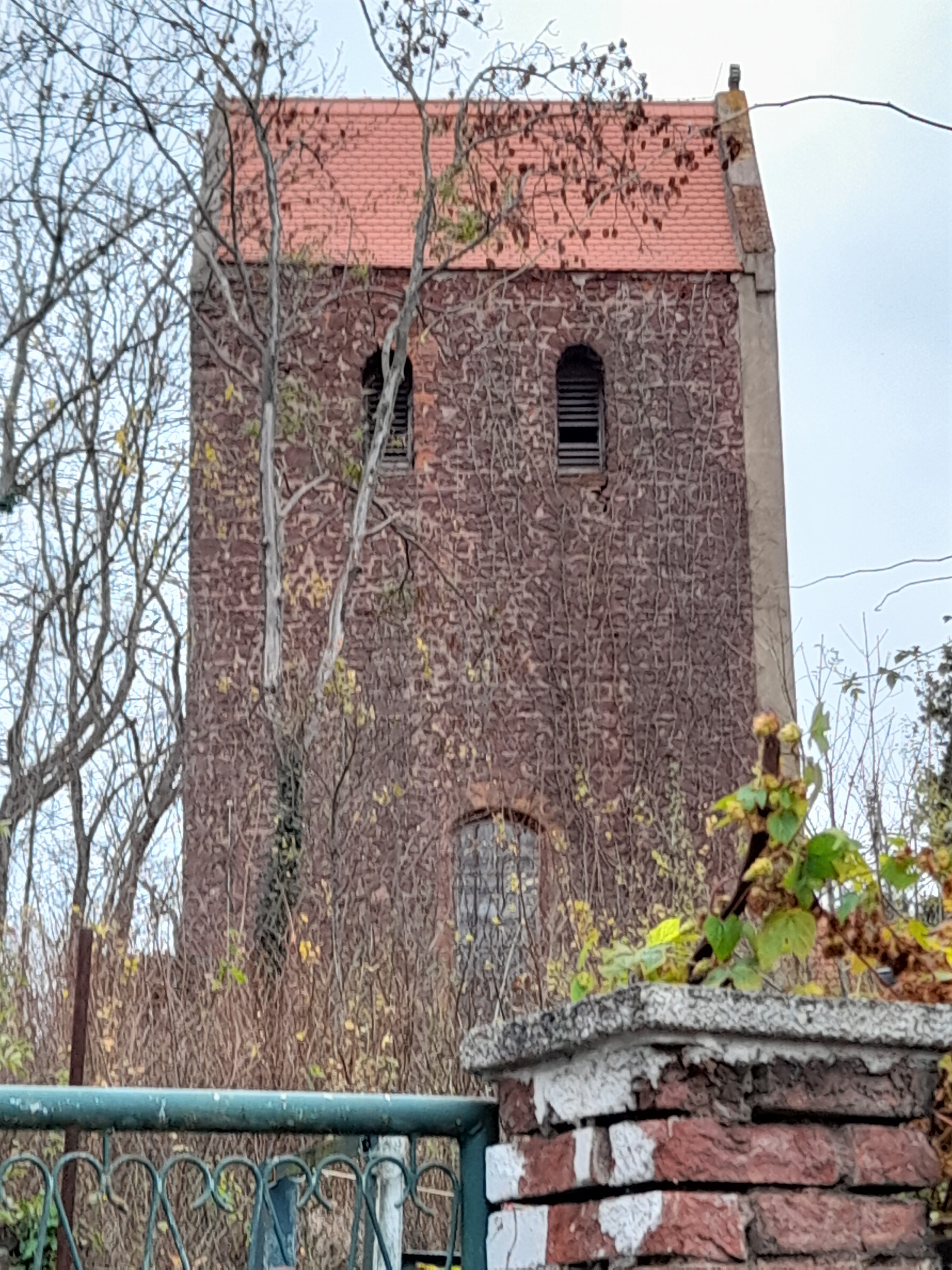
Turm, 2021

St. Maria ist die evangelische Kirche des zur Stadt Wettin-Löbejün gehörenden Dorfes Dalena in Sachsen-Anhalt. Sie gehört zur Kirchgemeinde Domnitz im Kirchgemeindeverband Wettin im Kirchenkreis Halle-Saalkreis der Evangelischen Kirche in Mitteldeutschland.

## Lage
Die Kirche befindet sich in der Ortsmitte von Dalena, südlich der Hauptstraße an der Adresse Am Kirchberg.

## Architektur und Geschichte
Die Saalkirche ist auf rechteckigem Grundriss mit geradem Ostschluss errichtet und geht auf das 13. Jahrhundert zurück. An der Westseite des Kirchenschiffs erhebt sich ein querrechteckiger Kirchturm. Der Turm stammt noch aus der Zeit der Romanik und verfügt über Schallarkaden und ein Giebelkreuz. 
Das im Inneren flach gedeckte Schiff mit einer Hufeisenempore wurde Anfang des 19. Jahrhunderts weitgehend erneuert. 1871 erfolgte eine Reparatur und 1876 eine umfassendere Restaurierung. 1887 wurde ein neuer Himmel eingefügt, 1894 folgte die Einweihung einer neuen Orgel. Im Jahr 1905 wurde die Kirche neu verputzt.
Zur Ausstattung gehört ein nach oder um 1800 entstandener, schlicht gestalteter hölzerner Kanzelaltar mit korinthischen Säulen und einem unter der Kanzel angeordneten Kreuzigungsbild. Das Altarbild stammt von 1878. Bemerkenswert ist ein bereits aus dem 13. Jahrhundert stammender Taufstein mit sechseckiger Kuppa und ornamentalen Verzierungen. Außerdem besteht eine Sakramentsnische. Das Kirchengestühl, aber auch Empore und Treppenaufgang und die sonstigen Einbauten gehen wohl auf das Jahr 1871 zurück. Die Glasfenster stammen von 1886 und 1907.
Von den Glocken der Kirche geht die kleinste auf das 13. Jahrhundert zurück. Die anderen beiden stammen von 1867 und 1889. Die Kirche gehörte schon in frühester Vergangenheit als Filialkirche zu Domnitz, da beide Dörfer seit jeher eine gemeinsame Kirchengemeinde mit gemeinsamer Rechnungslegung und Vermögen bildeten.
Auf dem an der Kirche befindlichen Friedhof befindet sich ein barocker Grabstein.
Im Denkmalverzeichnis des Landes Sachsen-Anhalt ist die Kirche unter der Erfassungsnummer 094 55098 als Baudenkmal eingetragen.